# Salaam Remi
Salaam Remi Gibbs (n. 14 mai 1972, New York City, New York, SUA) este un producător american de muzică hip-hop/R&B, recunoscut pentru colaborarea cu interpreți internaționali precum Amy Winehouse, Nas, Nelly Furtado, Mis-Teeq sau Leona Lewis.